# (15669) Pshenichner
(15669) Pshenichner est un astéroïde de la ceinture principale.

## Description
(15669) Pshenichner est un astéroïde de la ceinture principale. Il fut découvert le 19 septembre 1974 à Naoutchnyï par Lioudmila Tchernykh. Il présente une orbite caractérisée par un demi-grand axe de 2,43 UA, une excentricité de 0,21 et une inclinaison de 2,8° par rapport à l'écliptique.

## Compléments